# Sangoma
Um sangoma é um praticante da medicina das ervas, adivinhação e aconselhamento na tradição angune (zulus, xossas, andebeles e suázis), sociedades da África do Sul.
A filosofia é baseada na crença nos espíritos ancestrais. Tanto homens quanto mulheres podem ser chamados pelos ancestrais e a consequencia da recusa ao chamado usualmente acredita-se que causem doenças físicas ou mentais.
Um aprendiz sangoma (ou twaza) ensinado por um outro sangoma, usualmente por um período de anos, normalmente executando serviço de humilhação na comunidade.
Às vezes na formação, e para a graduação, um sacrifício ritual de um animal é executado (normalmente um frango, uma cabra ou uma vaca). O derramamento deste sangue está destinado para selar a obrigação entre os antepassados e o sangoma.